# Casanova (film 1927)
Casanova – francusko-niemiecki filmowy dramat historyczny z 1927 roku w reżyserii Aleksandra Wołkowa. Film przedstawia życie i przygody weneckiego awanturnika Giacomo Casanovy (1725–1798).

## Fabuła
W Republice Weneckiej 1760 roku znany bawidamek Giacomo Casanova zalega z opłatami baliwowi Menucciemu. Chcąc wybrnąć z sytuacji wykorzystuje krążące o nim plotki, że jest czarnoksiężnikiem i pokazuje Menucciemu swe laboratorium. Z pomocą swej pokojówki Baroli i jej córek oraz znajomości chemii Casanova przekonuje Menucciego do anulacji długu. Casanova dopiero co goszczący u siebie sławną tancerkę Corticelli przyjmuje od baronowej Stanhope zaproszenie na schadzkę pod nieobecność jej męża mającego przebywać się w Rzymie. Na przyjęciu pożegnalnym dla Corticelli zjawia się lejtnant Rosyjskiej Straży Cesarskiej Grigorij Orłow przybyły do Wenecji z misją dyplomatyczną i wyzywa Casanovę na pojedynek na szpady. Po walce Carticelli godzi obu konkurentów.
Tymczasem Menucci przekonany o tym, że wręczona na poczet długu magiczna księga Casanovy jest autentyczna, zanosi ją Radzie Dziesięciu, która dopiero co odrzuciła petycję obywateli o ukaranie Casanovy, argumentując że romanse nie są zakazane. Wobec tego Casanovę uznaje się oficjalnie za czarnoksiężnika. Baron Stanhope, który dowiedział się o romansie jego żony z Casanovą, daje Radzie informacje o tym, że jego żona zaprosiła kochanka na schadzkę przy moście Rion San Treviso. Rada wysyła tam swego emisariusza, ale Casanova domyśla się zasadzki i unika aresztowania. Wiedząc, że w Wenecji nie jest bezpieczny, Casanova ucieka do Austrii w towarzystwie czarnoskórego chłopca Djimiego, służącego baronowej Stanhope.
W austriackiej oberży Casanova styka się z księciem Bayreuth i staje w obronie ubogiego skrzypka przed szlachcicami. Nocą słyszy wołanie o pomoc. W ostatniej chwili ratuje 17-letnią Thérèse przed gwałtem ze strony księcia. Rozpoznaje w dziewczynie młodego sługę księcia – Bellino. Casanova ucieka z nią i Djimim z miasteczka. Thérèse wyjaśnia, że pochodzi z Bolonii i dwa lata temu została sprzedana przez własną matkę księciowi Bayreth. By uniknąć plotek zmuszona była chodzić przebrana za mężczyznę. Niestety ludzie księcia dopadają Casanovę i odbijają Thérèse. Casanova i Djimi zabierają się z paryskim krawcem Louisem Dupontem udającym się do Rosji celem zawiezienie szat na dwór cesarski.
Casanova w miejscu postoju okrada Duponta ze wszystkiego i podszywając się pod niego przekracza granicę. Dociera z Djimim do Sankt-Petersburga jako gość w pałacu cesarza Rosji Piotra III, niepopularnego z powodu swego bufońskiego i prymitywnego charakteru. Jego przeciwieństwem jest jego żona, inteligentna i liberalna Katarzyna, zakochująca się w Casanovie. Orłow, sekretny kochanek Katarzyny, rozpoznaje w fałszywym krawcu Casanovę, poszukiwanego przez ambasadę wenecką, ale go kryje. Z okazji zwycięskiej kampanii przeciw Holsztynowi Piotr III organizuje przyjęcie, na którym upokarza Katarzynę wznosząc toast na cześć swej faworyty hrabiny Woroncowej. Casanova wzburzony ordynarnością władcy jawnie pociesza Katarzynę, za co Piotr III nakazuje Orłowowi aresztować. 
Orłow, od dawna nie mogąc znieść okropnych rządów cesarza, ukrywa Casanovę i wspólnie z Katarzyną dokonuje wojskowego zamachu stanu. Po detronizacji i skrytobójczej śmierci Piotra III, jego małżonkę koronuje się na Katarzynę II, nową władczynię Rosji. Podczas balu Casanova trafia na weneckich arystokratów, hrabiego Mari i jego żonę Marię. Hrabina kokietuje z Casanovą, na czym przyłapuje ich Katarzyna. Zazdrosna cesarzowa rozkazuje deportować Marich, a Casanovę aresztować. Szczęśliwym trafem powóz wiozący Casanovę do Peterhofu krzyżuje się z tym, w którym przewozi się Marich, tak że w chwili ogólnego zamieszania Casanova przesiada się do wozu niezauważony przez hrabiego i strażników. W jego miejsce do Peterhofu przybywa Djimi zostający sługą cesarzowej.
Wróciwszy do Wenecji w czasie karnawału Casanova z dwoma kompanami odnajduje hrabinę na balu patrycjuszy, lecz niespodziewanie spotyka księcia Bayreuth i Thérèse. Rozpoznany Casanova salwuje się ucieczką. Rada Dziesięciu wyznacza 500 dukatów nagrody za jego pochwycenie. Ukrywający w Murano z Marią Casanova odkrywa, że Bayreuth chce uwięzić Thérèse w tutejszym klasztorze. Ratuje dziewczynę zabijając w walce księcia. Jednak w tym samym momencie przybywają żandarmi pod wodzą Menucciego, a zawistna Maria strzela do Casanovy. Uwięziony w Piombi Casanova oczekuje na karę śmierci, a hrabina oskarżona o współudział zostaje skazana na życie w klasztorze. Thérèse z kompanami Casanovy wykrada wyrok sądu przechwalającemu oficerowi, który jutro ów dokument ma doręczyć i w przeddzień egzekucji Casanova ucieka z więzienia. W przebraniu rybaka opuszcza najbliższym okrętem Wenecję ku nowym przygodom.

## Obsada
Opracowano na podstawie materiału źródłowego:
- Iwan Mozżuchin – kawaler Giacomo Casanova de Seingalt
- Jenny Jugo – Thérèse / Bellino
- Suzanne Bianchetti – cesarzowa Katarzyna II
- Raymond Bouamerane – Djimi
- Diana Karenne – hrabina Maria Mari
- Paul Guidé jako Grigorij Orłow
- Albert Decoeur – książę Bayreuth
- Carlo Tedeschi – Menucci
- Boris Orlicki – kompan Casanovy #1
- Aslanoff – kompan Casanovy #2
- Devars – hrabia Mari
- Rina De Liguoro – Corticelli
- Olga Day – baronowa Stanhope
- Dimitri Dimitriew – baron Stanhope
- Rudolf Klein-Rogge – cesarz Piotr III
- Nina Koszyć – hrabina Woroncowa
- Madame Sapiani – Barola
- Nadia Valdi – córka Baroli #1
- Laura Savitch – córka Baroli #2
- Pachoutine – wrogi oficer #1
- Wiktor Swiatopołk-Mirski – wrogi oficer #2
- Aleksiej Bondariow – wrogi oficer #3
- Isaure Douvan – doża Wenecji
- Paul Franceschi – pomocnik #1
- Michel Simon – pomocnik #2
- Natalia Łysenko
- Georges Lampin
- Maria Ivogün – sopranistka

## Produkcja
Film wyprodukowała Ciné-Alliance, firma założona przez Noë Blocha i Gregora Rabinovitcha, przy wsparciu finansowym Société de Cinéromans i niemieckiej wytwórni UFA. Za reżyserię odpowiadał rosyjski aktor i reżyser Aleksandr Wołkow, z kolei w roli głównej został obsadzony jego rodak, aktor Iwan Mozżuchin – obaj mający za sobą sukces w kinie francuskim tworząc wspólnie serial La Maison du mystère (1922) i filmy Les Ombres qui passent (1924) i Kean ou Désordre et génie (1924). Anatole Litvak, późniejszy uznany reżyser, był asystentem Wołkowa. Aby zapewnić dochody z zagranicy, zatrudniono międzynarodową obsadę, w tym austriacką aktorkę Jenny Jugo w roli Thérèse i niemieckiego aktora Rudolfa Klein-Rogge w roli Piotra III. Niewielki występ miała także słynna węgierska sopranistka Maria Ivogün. Za scenariusz odpowiadał Norbert Falk, w swoim czasie współautor największych szlagierów historycznych Ernsta Lubitscha.
Zdjęcia do Casanovy trwały pięć miesięcy, od sierpnia do grudnia 1926 roku, w Wenecji, Strasburgu i Grenoble oraz w studiach w Boulogne-Billancourt i Épinay. Kamerzystami byli Léonce-Henri Burel oraz emigranci z Rosji, Fédote Bourgasoff i Nikołaj Toporkow. Po zakończeniu zdjęć sześć miesięcy postprodukcji, obejmującej proces Pathécolor, ręcznego kolorowania kilku sekwencji za pomocą szablonów, co było popularne we francuskim kinie. Casanova był wówczas jednym z najdroższych produkcji UFA i jednym z najbardziej zaawansowanych technicznie filmów w ówczesnym kinie europejskim.

## Premiera
Francuska premiera odbyła się 22 czerwca 1927 w Paryżu, z kolei ta niemiecka odbyła się 1 listopada w Gloria-Palast w Berlinie.

## Odbiór
Casanova w momencie premiery otrzymał pozytywne recenzje. „Photo Ciné” określił film „najładniejszym widzianym dotychczas w Paryżu. Można twierdzić z wszelką pewnością, iż film ten odniesie niezwykły sukces na całym świecie”. W podobnym tonie wypowiadały się „Cinématographie Française” i „Cinémagazine”.
„The New York Times” z okazji amerykańskiej premiery w 1929 roku o filmie pisał: „Chociaż niektóre odcinki są humorystycznie ekstrawaganckie, producenci uchwycili ducha XVIII-wiecznego włoskiego poety i przygody. (…) Iwan Mozżuchine w roli Casanovy jest w swoim żywiole. Daje roli kobieciarza poczucie humoru i niezwykłą zarozumiałość, jeśli chodzi o jego wygląd fizyczny i zręczność w posługiwaniu się mieczem. Diana Karenne jako Maria jest urocza, podobnie i Suzanne Bianchetti jako Katarzyna. Inne role są odpowiednio obsadzone i umiejętnie zagrane”.